# Эйтоур Орри Оумарссон
Эйтоур Орри Оумарссон (исл. Eyþór Orri Ómarsson; родился 8 июля 2003 года, Исландия) — исландский футболист, нападающий клуба «Вестманнаэйяр».

## Клубная карьера
Эйтоур Орри Оумарссон — воспитанник «Вестманнаэйяра». Дебют за клуб состоялся 3 июня 2018 года в матче против «Рейкьявика»; Эйтоур вышел на 90-й минуте, заменив Сигюрдюра Беноуниссона и в возрасте 14 лет 10 месяцев и 26 дней став самым молодым футболистом в истории, выходившим на поле в чемпионате Исландии, побив рекорд Хильмара Макшейна, который 4 октября 2014 года в матче «Кеблавик» — «Викингур Рейкьявик» вышел на поле в возрасте 15 лет и 56 дней.
В 2021—2023 годах играл в аренде за «Фрамхерьяр-Смастюнд». За клуб провёл 45 матчей, где забил 13 мячей.

## Карьера в сборной
Провёл 6 матчей за сборную Исландии до 15 лет: два матча против Фарерских островов и Швейцарии и по одному матчу против сборных Гонконга и Пекина.

## Личная жизнь
Имеет от тренера Андри Оулафссона прозвище «Снорра» (исл. Snorra). Также не умеет кататься на велосипеде.